# Al-Bitariyah
Al-Bitariyah (tiếng Ả Rập: البيطارية) là một ngôi làng Syria nằm ở huyện Douma, Rif Dimashq. Theo Cục Thống kê Trung ương Syria (CBS), Al-Bitariyah có dân số 3.026 trong cuộc điều tra dân số năm 2004.